# Diachromus germanus
Diachrome allemand
Espèce
Diachromus germanus, le Diachrome allemand, est une espèce de coléoptères de la famille des Carabidae, de la sous-famille des Harpalinae, de la tribu des Harpalini. C'est la seule espèce du genre Diachromus (monotypique), et parmi les Harpalini, elle est facilement reconnaissable à ses couleurs.

## Description
Il est long de 8 à 10 mm, avec de larges mandibules, et des élytres striés, couverts d'un pilosité espacée. La coloration ne peut être confondue : la tête, les pattes et une grande partie des élytres sont orangés, alors que le pronotum est bleu-vert et l'extrémité des élytres bleu sombre. L'avant des élytres porte également un triangle plus sombre.    

## Distribution
L'espèce est répandue en Europe, de la Méditerranée jusqu'au Danemark, et de la péninsule Ibérique au Caucase. Il est présent sur les îles de Corse, de Sardaigne, de Sicile et de Crète. Hors d'Europe, il est signalé en Afrique du Nord, et vers l'Est jusqu'au Nord-Ouest de la Chine. En Grande-Bretagne, il a été observé à deux reprises sur la côte sud entre 2002 et 2010, alors qu'il était considéré comme disparu depuis 1863,.    

## Écologie
Cette espèce est phytophage. Elle se nourrit de graines avant maturité. On la rencontre en plaine et dans l'étage collinéen, dans les lisières, les jardins et les champs.     

## Taxonomie et noms vernaculaires
La première description a été faite en 1758 par Carl von Linné (1707-1778), sous le protonyme de Carabus germanus. Il a ensuite été rattaché au genre Harpalus par l'entomologiste allemand Friedrich Sturm (d) (1805-1862), puis séparé de celui-ci par la création, en 1837, du genre Diachromus par Wilhelm Ferdinand Erichson (1809-1848), Un autre synonyme est mentionné, Gonocinctus germanus, nom donné en 1856 par Johannes Gistel (1809-1873), mais non retenu.  
En allemand, il est appelé Blauhals-Schnellläufer (le « Coureur rapide à cou bleu » ; « Coureur rapide » étant le nom donné aux carabes), ou Bunte Schnelläufer (le « Coureur rapide multicolore »). Il ne semble pas avoir de nom vernaculaire dans les autres langues.        